# Honduras nos Jogos Olímpicos de Verão de 2020
Honduras participará nos Jogos Olímpicos de Verão de 2020. O responsável pela equipa olímpica é o Comité Olímpico Hondurenho, bem como as federações desportivas nacionais da cada desporto com participação.